# Национальный стадион Чиази
Национальный стадион «Чиази» (порт. Estádio Nacional do Chiazi) — это многофункциональный стадион, расположенный в городе Кабинда, столице анклава Кабинда, Ангола. Официально открытый 11 января 2010 года, он стал одним из официальных мест проведения чемпионата африканских наций 2010 года, который проходил в Анголе. На стадионе состоялись матчи группового этапа и четвертьфинальный поединок соревнований. Его максимальная вместимость составляет 20 000 зрителей.
Футбольный клуб «Кабинда» проводит свои официальные матчи, включая игры национальных и континентальных соревнований, на этом стадионе. Сборная Анголы по футболу также время от времени играет здесь товарищеские и официальные матчи.